# 아쿠아포린
아쿠아포린(영어: aquaporin)은 세포막에서 물의 촉진 확산을 담당하는 막 단백질이다.

## 기능
아쿠아포린은 ‘세포의 배수 시스템’이다. 모든 세포는 물이 필수적이다. 그러나 물은 단순히 세포에 머무르는 것이 아니고 조직화된 방법으로 아쿠아포린을 통하여 움직인다. 그 과정은 아쿠아포린이나 물 채널을 가지고 있는 조직들에서는 빠르게 일어난다.” -Peter Agre-
오랜 시간 동안 과학자들은 물이 세포막을 통하여 유출된다고 믿어왔고 어느정도의 물은 그렇기도 했다. 하지만 몇몇 세포들에서 보이는 물의 매우 빠른 움직임은 이러한 이론들에 의해서는 설명되지 못했었다.
아쿠아포린은 이온들과 다른 용질들의 이동을 막으면서 선택적으로 세포 안팎으로 물 분자들을 유도한다. 또한 물 채널이라고 알려져있던 아쿠아포린은 내재 막 단백질들이다. 그들 중 아쿠아글리세로포린(aquaglyceroporin)으로 알려져있는 것들은 또한 구멍의 크기에 의존하여 글리세롤, 이산화탄소, 암모니아, 요소 같은 작은 비전하 용질들을 운반하기도 한다. 그러나 이러한 물 구멍들은 세포막의 전기화학적인 전위차를 유지하는데 중요한 역학을하는 양성자같은 전하를 띠는 화학종들은 완벽하게 비투과시킨다.
물 분자들은 single file 안의 채널의 구멍을 통하여 이동한다. 물 채널의 존재는 물의 투과성을 높인다.
많은 사람 세포 종류는 이것들을 발현하고 특정한 세균이나 물 수송 시스템이 필수적인 식물과 같은 많은 다른 유기체들도 또한 아쿠아포린을 발현한다.

## 발견
Agre는 그가 아쿠아포린을 운좋게 발견한 것이라고 한다. 그의 연구실은 Rh 혈액 항원을 연구하였는데, 항원을 동정하는 과정에서 28킬로달톤의 크기를 갖는 분자가 계속 등장하였다. 그들은 처음에 Rh 분자의 일부이거나 오염물질인 것으로 생각했지만, 실제로는 지금까지 밝혀지지 않고 기능조차 알지 못하는 새로운 분자였던 것이다. 이것은 적혈구와 신장관에서 흔히 발견되었고, 초파리의 뇌, 박테리아, 안구의 수정체, 식물 조직 등의 다양한 단백질과 유사성이 밝혀졌다.
대부분의 세포에서는 물은 삼투압에 의해 안팎으로 이동하는데, 세포막의 지질성분을 통하여 움직인다. 상대적으로 높은 물의 투과성을 지닌 상피 조직 때문에, 막에 있어서 물 수송에 대한 또 다른 메커니즘이 존재할 것이라고 추측되어왔다. 그것은 1992년 존스홉킨스대학의 Peter Agre가 첫번째 아쿠아포린인 "aquaporin-1"(CHIP 28)을 발표하면서 확인되었다.
Agre와 동료 연구자들의 선구적인 물 채널에 관한 연구는 2003년 노벨 화학상을 Agre에게 선사하였다. 1999년, Agre는 다른 연구팀과 함께 최초로 아쿠아포린의 입체구조를 고해상도로 관찰하였다. 슈퍼컴퓨터를 통한 시뮬레이션을 통하여, 아쿠아포린을 통하여 물이 이동하는 통로를 규명하였으며, 어떻게 포린이 다른 용질을 투과시키지 않고 물이 통과하는 것만을 허용하는지 설명한다. . 하지만 단백질을 통한 물의 수송은 1986년 Gheorghe Benga에 의해 최초로 제안된 것이었다. 그의 논문이 Agre나 노벨위원회에 의해 인정받지 못했던 것 아니냐는 논란도 있다.